# Andrea Mayo
Andrea Mayo (* 6. Januar 1991 in Soldier Pond) ist eine US-amerikanische Biathletin.
Andrea Mayo lebt in Canmore. Sie gewann bei den Nordamerikanischen Meisterschaften im Sommerbiathlon 2009 in Jericho bei den Jugendrennen beide Titel in Sprint und Verfolgung. Bei den Biathlon-Juniorenweltmeisterschaften 2010 in Torsby wurde Mayo 57. des Einzels und 65. des Sprintrennens. Beim North American Invitational 2012 in Jericho wurde sie hinter Audrey Vaillancourt und Danika Frisbie Dritte im Verfolgungsrennen der Juniorinnen. Seit der Saison 2012/13 startet Mayo bei den Frauen. In Jericho erreichte sie hinter Katrina Howe und Clare Egan in Sprint und Verfolgung mit dritten Rängen erstmals das Podium. Zudem wurde sie in der Gesamtwertung des Wettbewerbs hinter Claude Godbout und Julia Ransom Dritte. Höhepunkt der Saison wurden die Nordamerikanischen Meisterschaften im Biathlon 2013 im Whistler Olympic Park in Whistler, wo sie Neunte des Sprints und Elfte der Verfolgung wurde.